# بطولة العالم للدراجات على المضمار 1970
بطولة العالم للدراجات على المضمار 1970 هي الدورة ال67 من بطولة العالم للدراجات على المضمار، أجريت في لستر، المملكة المتحدة.

## النتائج النهائية
| المسابقة                              | ذهبية                       | فضية                               | برونزية                      |
| ------------------------------------- | --------------------------- | ---------------------------------- | ---------------------------- |
| الرجال                                |                             |                                    |                              |
| السرعة الفردية                        | كولن ستارجس (AUS)           | سانتي جاياردوني (ITA)              | ليجن لوفيسيجن (NED)          |
| سباق المطاردة الفردية                 | هيو بورتر (المملكة المتحدة) | لورنزو بوسيسيو (إيطاليا)           | Charly Grosskost (فرنسا)     |
| سباق مطاردة الدراجة النارية للهواة    | سيس ستام (NED)              | Horst Gnas (FRG)                   | أنطونيو سيردا (دراج) (ESP)   |
| سباق مطاردة الدراجة النارية للمحترفين | Ehrenfried Rudolph (FRG)    | Theo Verschueren (BEL)             | بييت دي ويت (NED)            |
| السيدات                               |                             |                                    |                              |
| السرعة الفردية                        | Galina Tsareva (URS)        | Galina Yermolayeva (cyclist) (URS) | Valentina Savina (URS)       |
| سباق المطاردة الفردية                 | تمارا جاركوشينا (URS)       | Raisa Obodovskaya (URS)            | Keetie van Oosten-Hage (NED) |